# 武鴻卿
武鴻卿（1898年—1993年11月14日），本名武文講（Vũ Văn Giảng），是越南獨立運動革命家，也是越南國民黨最後的領導人。

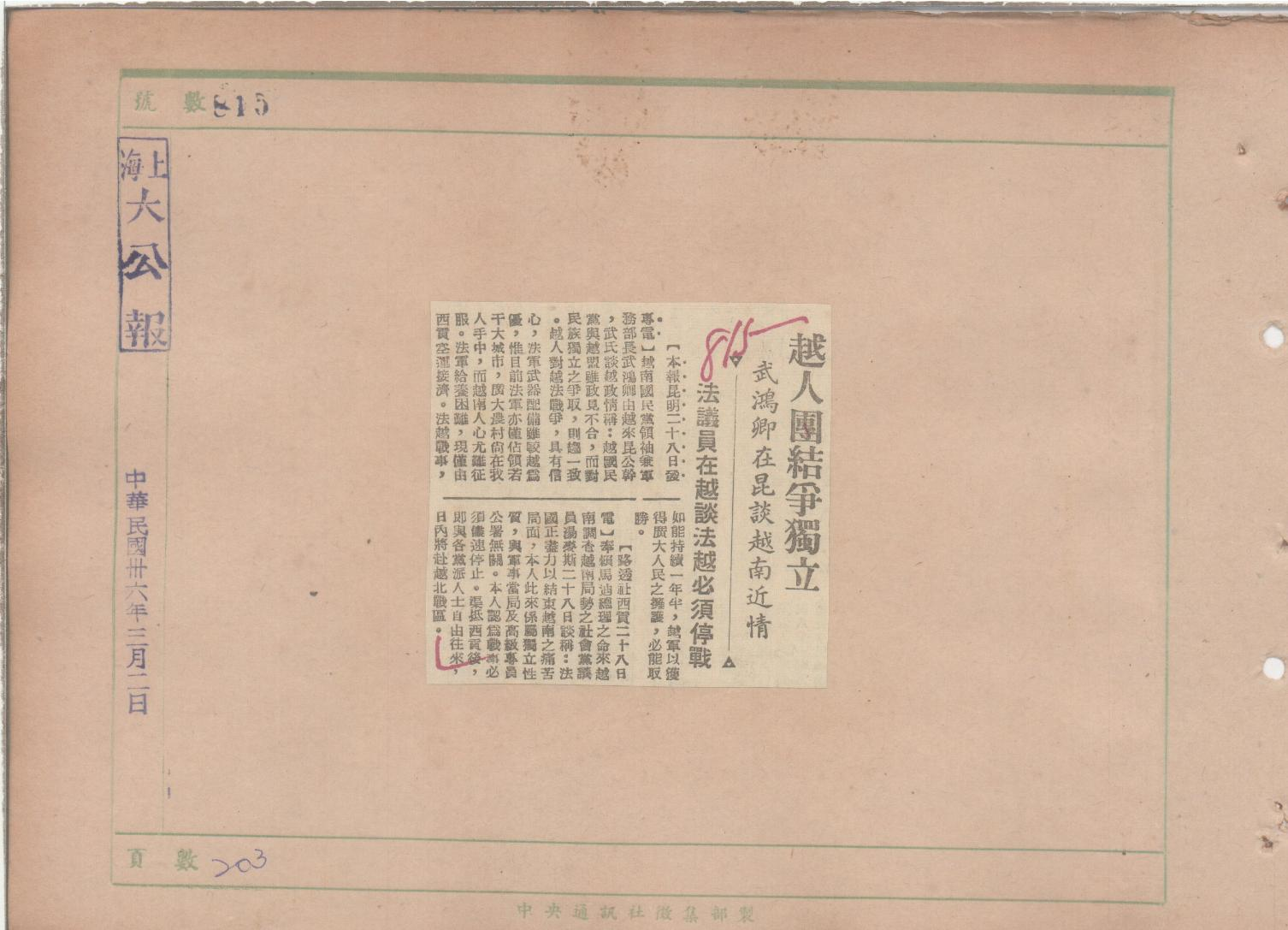
武鴻卿談爭取越南獨立之報導

## 經歷
武鴻卿出生於法屬印度支那北圻永安省（現在的永福省），與越南國民黨創建者阮太學是同鄉。越南國民黨於1927年12月25日成立在河內，武鴻卿成為創黨成員。
1930年2月10日發生的安沛起義，由阮太學發動，武鴻卿也參加了。起義失敗後，阮太學等人被法屬印度支那殖民當局處決，武鴻卿等人則逃離至中華民國廣西省，並在當地重組越南國民黨。
1942年10月1日，武鴻卿和張佩公、嚴繼祖、阮海臣等人在廣西省柳州成立越南革命同盟會。
1945年發生八月革命，由胡志明領導的越南獨立同盟會成功奪取越南獨立運動的主導權，之後於9月2日宣布越南民主共和國臨時政府成立。武鴻卿獲得執政中華民國的中國國民黨政權支持，想跟胡志明角逐首任國家主席的職位。但是胡志明獲得中華民國派駐越南的國民革命軍二級上將張發奎支持，武鴻卿在首任國家主席的競選中失敗。
1949年發生第二次國共內戰，中國國民黨政權慘敗，中華民國政府遷移至台灣，武鴻卿等越南國民黨成員逃亡至越南南部。
1952年，武鴻卿支持同黨的阮文心擔任越南國的首相。1955年10月26日，吳廷琰宣布成立越南共和國，在吳廷琰的威權統治下，越南國民黨只能轉至地下活動。
1960年南越政變和1962年南越獨立宮轟炸，是越南共和國軍內不滿吳廷琰施政的越南國民黨成員所發動。事件過後吳廷琰政權認為越南國民黨要對此事負責，結果逼得同是越南國民黨成員之一的越南作家阮祥三以自殺表示抗議。吳廷琰政權原本想整肅武鴻卿和越南國民黨，由於武鴻卿和越南國民黨跟中華民國政府關係深厚，當時越南共和國和中華民國同屬反共陣營的友邦，冒然整肅武鴻卿和越南國民黨會引起越南共和國和中華民國的關係出現裂縫，所以不了了之。
1975年4月30日，越南共和國滅亡於越南民主共和國和越南南方民族解放陣線的聯軍之手，武鴻卿沒有選擇流亡海外，而是選擇被統一後的共產主義政權安排進行勞動改造。
最後武鴻卿逝世於永福省，享年95歲。